# ده نظر (ریگان)
ده نظر، روستایی در دهستان پشت ریگ بخش مرکزی شهرستان ریگان در استان کرمان ایران است.

## جمعیت
بر پایه سرشماری عمومی نفوس و مسکن در سال ۱۳۹۵، جمعیت این روستا برابر با ۵۹ نفر (۱۷ خانوار) بوده است.